# ایستگاه کلمبیا (اسکای‌ترین)
ایستگاه کلمبیا (انگلیسی: Columbia station) یک ایستگاه زیرزمینی در خط اکسپو (اسکای‌ترین) مترو ونکوور اسکای‌ترین (ونکوور) است. این ایستگاه در خیابان کلمبیا در نیو وست مینستر، بریتیش کلمبیا واقع شده‌است و یک نقطه انتقال اصلی بین دو شاخه خط اکسپو است که از خط اصلی در تقاطع درست در شرق ایستگاه جدا می‌شود. یکی در ایستگاه کینگ جرج در سوری و دیگری در ایستگاه پروداکشن وی–یونیورسیتی در برنابی.